# Lactancia en tándem

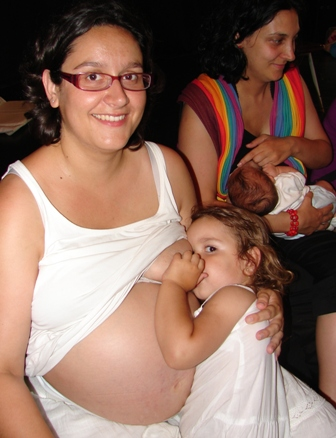
Madre embarazada amamanta a su hija mayor.

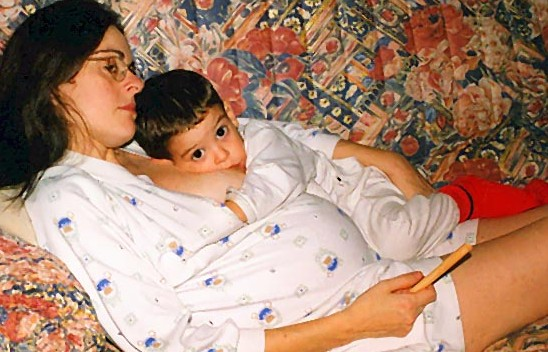
Madre embarazada amamanta a su hijo mientras come un barquillo.

La lactancia en tándem es cuando una madre que está amamantando a su hijo y vuelve a quedarse embarazada, decide no interrumpir la lactancia y seguir dando el pecho durante todo el embarazo. Una vez nacido el pequeño, amamanta a los dos conjuntamente o por separado.

## Amamantar durante el embarazo[2][3]
Los pechos están muy sensibles
Uno de los primeros síntomas de embarazo es la extrema sensibilidad que la madre siente en los pechos. Por eso, para algunas mujeres, las tomas dejan de ser agradables, pues notan muchas molestias cuando el niño se coge al pecho, lo que, en ciertos momentos, puede forzar (o acelerar) un destete o provocar una reducción considerable en el número de tomas que hace el hermano mayor.
La producción de leche baja
Se sigue produciendo leche, pero en una cantidad mucho más reducida, y esto es algo que disgusta a muchos niños que continúan mamando, por lo que prefieren dejarlo.
Más de la mitad de los niños son destetados
Un 60 % de los niños son destetados durante el embarazo de su madre, (mayormente un destete guiado po la mamá) 
Solo algo más de una tercera parte lo hacen entre el tercer y cuarto mes de gestación, coincidiendo con la caída de la producción, y el resto hacia el final del segundo trimestre. Antes se creía que lo dejaban por el cambio de sabor al aparecer el calostro, pero ahora se sabe que no existe ese cambio hasta pocos días antes del parto.

## Características de la lactancia durante el embarazo y en tándem[4][5][6]
Efecto sobre el recién nacido

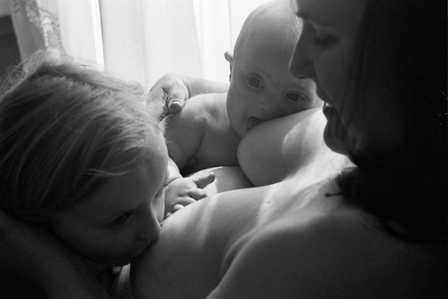
Madre amamantando en tándem a sus hijos de diferente edad y embarazada de un tercero.

El hermano mayor no “roba” la leche al pequeño. De hecho la lactancia en tándem hace que la pérdida de peso del recién nacido sea menor y se recupere más rápidamente. También es habitual que en el hermano menor no se observen las conocidas crisis de crecimiento. Siempre parece haber leche de sobra.
"Subida de la leche" tras el parto
La lactancia en tándem asegura una buena provisión de leche al haber más estimulación. La subida de la leche se produce igual, pero la madre dispone de un hijo mayor que la ayuda a descongestionar los pechos.
Organización y frecuencia de las tomas
La madre organiza las tomas entre ambos hijos. Es frecuente que sobre todo el primer mes de vida el hijo mayor mame igual o más que el pequeño y que cada vez que el recién nacido pida se acerque a mamar, pero esto no es un problema para el recién nacido que suele ganar peso con velocidad. En todo caso, las madres acaban poniendo límites al mayor porque emocionalmente les suele ser difícil tolerar tanta exigencia.
Salud de la madre

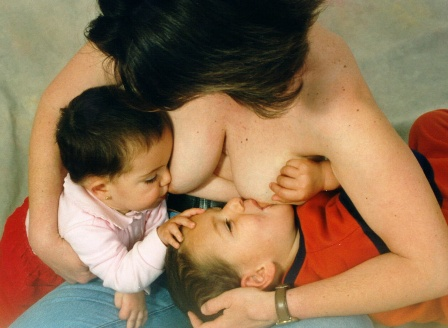
Madre amamantando en tándem a sus hijos de diferente edad.

La lactancia en tándem no perjudica la salud de la madre. Seguir dando el pecho durante el embarazo supone muy poco coste energético al disminuir de manera importante la producción. No hay diferencias significativas entre ambos embarazos (lactando y sin lactar) en las cifras de hemoglobina de la madre. Es decir que las madres no sufrieron anemia de forma más acusada por el hecho de amamantar. Tampoco hay diferencias significativas en la media de ganancia de peso de las madres durante el embarazo.
Producción de leche durante el embarazo
La mayoría de las madres sienten disminuir su producción entre el tercer y el cuarto mes de embarazo. Cuentan que los niños lactantes aumentan su ingesta de comida sólida y a menudo piden de comer tras haber terminado de mamar.
Producción de calostro tras el parto
Muchas madres han constatado la supuesta aparición del calostro en el segundo trimestre de embarazo sobre la base de su percepción. Cuentan que sus hijos mayores amamantados comienzan a hacer deposiciones amarillas blandas parecidas a las que hacen los bebés lactantes durante el primer mes de vida, sin que ello represente un problema de salud. Sin embargo, la evidencia científica sobre la producción de calostro durante un embarazo con lactancia apunta a que la leche que segregan las madres embarazadas que amamantan durante el segundo trimestre, analíticamente, no se parece al calostro, sino a la leche madura. Queda todavía la duda de en qué momento se convierte en calostro, pero los científicos piensan que la transición se produce unos pocos días antes del parto. En cualquier caso, la madre está produciendo ya calostro y en grandes cantidades en el momento del parto.
Contracciones uterinas
Las madres que lactan estando embarazadas suelen tener contracciones mientras amamantan que ceden espontáneamente cuando suelta el niño el pecho. No hay diferencias significativas en cuanto a duración de los embarazos comparando embarazo sin lactancia a embarazo con lactancia. Incluso alguna madre ha declarado haber intentado ponerse de parto, ya al final de su embarazo, dejando que el hijo mame mucho pero sin conseguirlo. Estas contracciones son provocadas por una hormona, la oxitocina, que se segrega, entre otras circunstancias, cuando se succiona el pecho.
Riesgo de aborto
Durante mucho tiempo se creyó que era posible debido a la presencia de contracciones uterinas. Hoy se sabe que el útero solo es sensible a la oxitocina al final del embarazo; en abortos provocados no se usa oxitocina porque no causa efecto. La actividad sexual también produce oxitocina y no está prohibida durante el embarazo.
Riesgo de parto prematuro
No se ha descrito ningún caso aunque teóricamente podría ocurrir en embarazos de riesgo. Cuando una embarazada tiene amenaza de parto prematuro, se le recomienda reposo absoluto, no puede trabajar, ni salir a la calle ni mantener relaciones sexuales, y también por prudencia se le recomienda, si es el caso, suspender la lactancia materna. Si un embarazo discurre normalmente y la madre puede trabajar, caminar o mantener relaciones sexuales, también puede, si lo desea, seguir amamantando.
Efectos sobre el feto

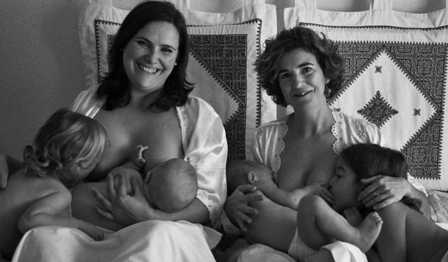
Madres compartiendo la experiencia de amamantar en tándem a sus hijos de diferente edad.

Se ha estudiado la media de los pesos de todos los bebes al nacer. La media de aumento de peso de los hermanos mayores nacidos sin lactancia en el embarazo fue inferior a la media de peso de los hermanos pequeños nacidos de un embarazo con lactancia. Se sabe que estadísticamente los segundos hijos tienden a pesar algo más que sus antecesores, por lo que es obvio que amamantar en el embarazo no provoca retraso de crecimiento intrauterino.

Producción de leche tras el parto
Se ha estudiado el aumento de peso de los niños durante el primer mes a partir del peso más bajo después del nacimiento y a pesar de que el hijo mayor durante el primer mes mama con mucha frecuencia hay una diferencia significativa importante de ganancia de peso, de manera que el segundo bebé que comparte el pecho con su hermano mayor suele ganar un 21 por ciento más de peso que lo que ganó su hermano en el mismo periodo. Es obvio que el pequeño no se queda sin calostro o sin leche. 
Posibilidad de contagios
La lactancia en tándem no favorece el contagio de enfermedades entre hermanos. Incluso es probable que el hecho de que la madre comparta la misma inmunidad con ambos hijos consiga que el pequeño reciba defensas para luchar contra los virus o bacterias de los que el mayor es portador.

## Razones para amamantar durante el embarazo y en tándem[11][12]
Cuando se pregunta a las madres sus razones para seguir con lactancia materna en tándem las respuestas más frecuentes son:
- Para respetar las necesidades del hijo mayor.

- Porque tenían interés como madres por vivir esa experiencia.

- Porque querían favorecer el vínculo entre hermanos.

- Porque el bebe no ha cumplido el tiempo mínimo de lactancia recomendado por la OMS (2 años) y no se le quiere privar de los beneficios de salud de la lactancia solo porque viene un hermanito menor.